# Gustavo Sosa Escalada
Gustavo Sosa Escalada (Argentina, 16 de enero de 1877 - Asunción, 1943) es considerado el creador de la escuela guitarrística del Paraguay. 
Gustavo Sosa Escalada nació en Buenos Aires, Argentina en 1877. Fueron sus padres Jaime Sosa, relevante figura de la política - convencional constituyente en 1870 y ministro de relaciones exteriores más tarde - y Asunción Escalada, educadora paraguaya. Estudió en los mejores colegios de la Argentina y en la Escuela Naval de ese país. Eximio guitarrista, es autor de notables composiciones musicales.
A los 13 años emigró al Paraguay. Además de haber sido el instructor de Agustín Barrios en el Ateneo Paraguayo (entonces llamado Instituto Paraguayo) donde formó a artistas como Quirino Báez, Enriqueta González y Dionisio Basualdo.
Se destacó como guitarrista, compositor, arreglador musical, escritor y matemático, y falleció en Asunción, Paraguay, en 1943.

## Obras
Entre sus composiciones más destacadas se encuentran piezas como A la Gloria, Don Dios nos libre, Estudios arpegiados en Fa Mayor, Cielito porteño, Gavota, Zaida Mercedes y Tofon (una habanera).
También fue autor de una obra literaria titulada El buque fantasma, que narra los acontecimientos de la Revolución paraguaya de 1904.